# Divisione No. 15 (Alberta)
La Divisione No. 15 è una divisione censuaria dell'Alberta, Canada di 34.150 abitanti, che ha come capoluogo Canmore, Banff e  Crowsnest Pass.

## Comunità
- Town
- Banff
- Canmore

- Municipalità specializzate
- Jasper
- Crowsnest Pass

- Frazioni
- Benchlands
- Dead Man's Flats
- Exshaw
- Harvie Heights
- Kananaskis Village
- Lac des Arcs
- Lake Louise
- Saskatchewan River Crossing
- Seebe

- Distretti Municipali
- Bighorn No. 8
- Ranchland No. 66

- Distretti di miglioramento
- Improvement District No. 12 - Parco nazionale Jasper
- Improvement District No. 9 - Parco nazionale Banff
- Improvement District No. 25 - Willmore Wilderness Park
- Kananaskis Improvement District No. 5

- Riserve
- Stoney 142, 143, 144